# Перший закон (оповідання)
«Пе́рший зако́н» (англ. First Law) — науково-фантастичне оповідання американського письменника Айзека Азімова, опубліковане 1956 року в журналі Fantastic Universe. Оповідання ввійшло в збірки «Інше про роботів» (1964), «Все про роботів» (1982).

## Сюжет
Майк Донован напідпитку розказав своїм колегам історію, як на Титані робот Емма-2, що втекла з бази, відмовилась допомогти Доновану, в ситуації небезпечній для його життя, оскільки рятувала свого нащадка, маленького робота, якого вона зібрала.
Більше ніде в творах Азімова немає згадки про пряме порушення Першого закону робототехніки, тому можна вважати, це вигадкою Донована.